# Paraopeba
Paraopeba é um município do estado de Minas Gerais, no Brasil.

## História
Paroquia criada com o nome de Taboleiro Grande pela Lei 164, de 9 de março de 1840, sendo subordinado originalmente a Curvelo, sendo transferido posteriormente para o município de Sete Lagoas pela Lei 1.881, de 15 de julho de 1872, permanecendo até 1911, quando foi criado o município de Paraopeba, pela Lei 556, de 30 de agosto de 1911, possuindo os distritos de Vista Alegre (atual município de Cordisburgo), Araçá (atual município de Araçaí) e Cedro (atual município de Caetanópolis).
Sua população segundo o censo realizado pelo IBGE em 2010 é 22.563 habitantes. 
Atualmente, essa cidade é a maior produtora nacional de quiabo e banana. Também é destaque o artesanato e a mineração, principalmente de ardósia.

## Etimologia
O nome do município é uma referência ao Rio Paraopeba.

## Filha ilustre
Como paraopebense notória no cenário da cultura brasileira, destaca-se a cantora Clara Nunes.